# Saint-Léons
Saint-Léons is een gemeente in het Franse departement Aveyron (regio Occitanie) en telt 335 inwoners (2005). De plaats maakt deel uit van het arrondissement Millau. Bezienswaardig is het Micropolis Aveyron, een insecten dierentuin gewijd aan Henri Fabre, geboren in deze plaats.

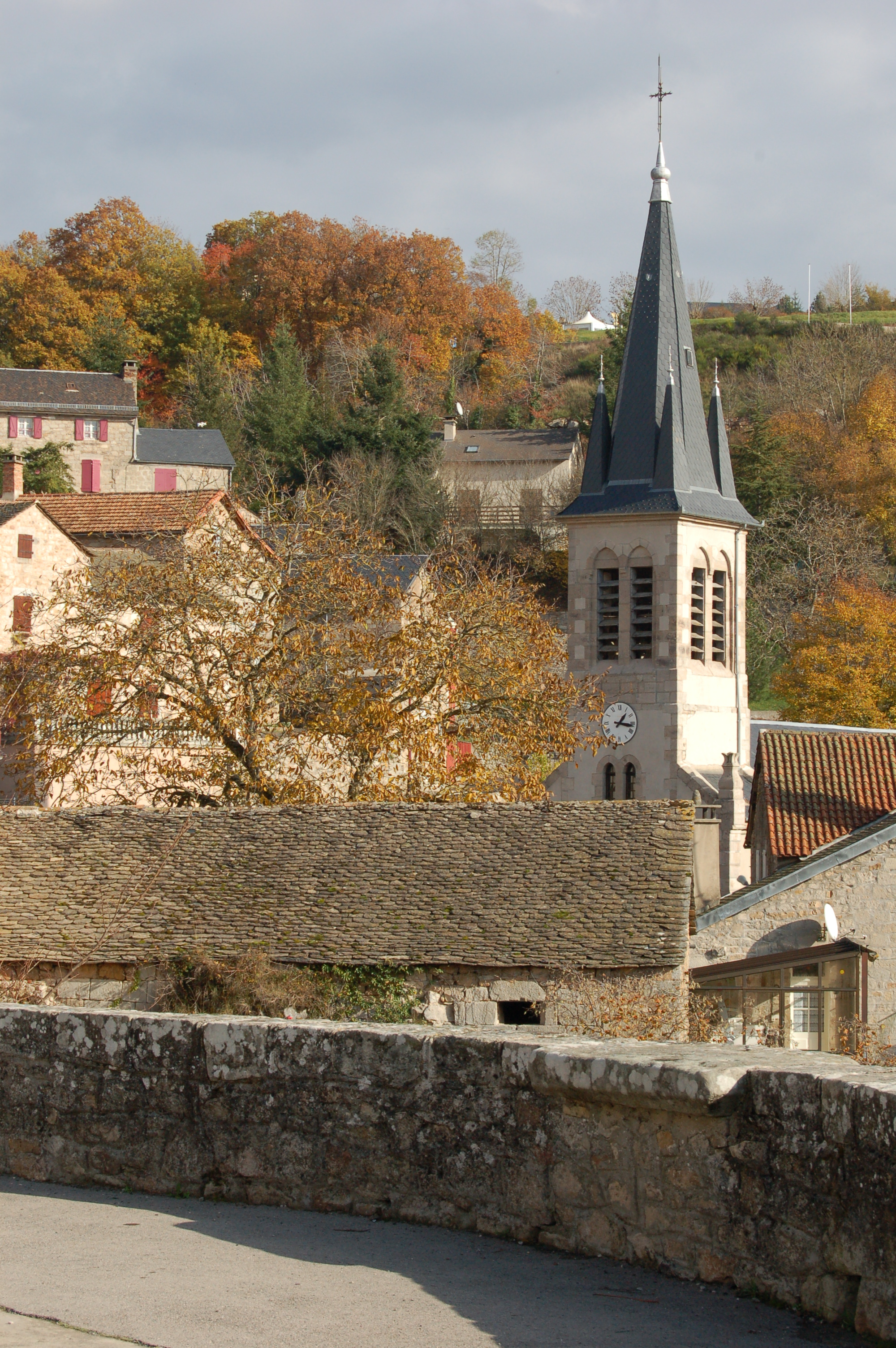
Kerk van Saint-Léons
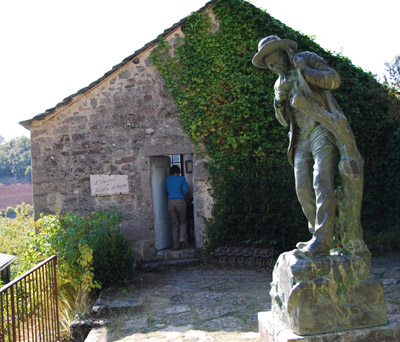
Geboortehuis van Henri Fabre
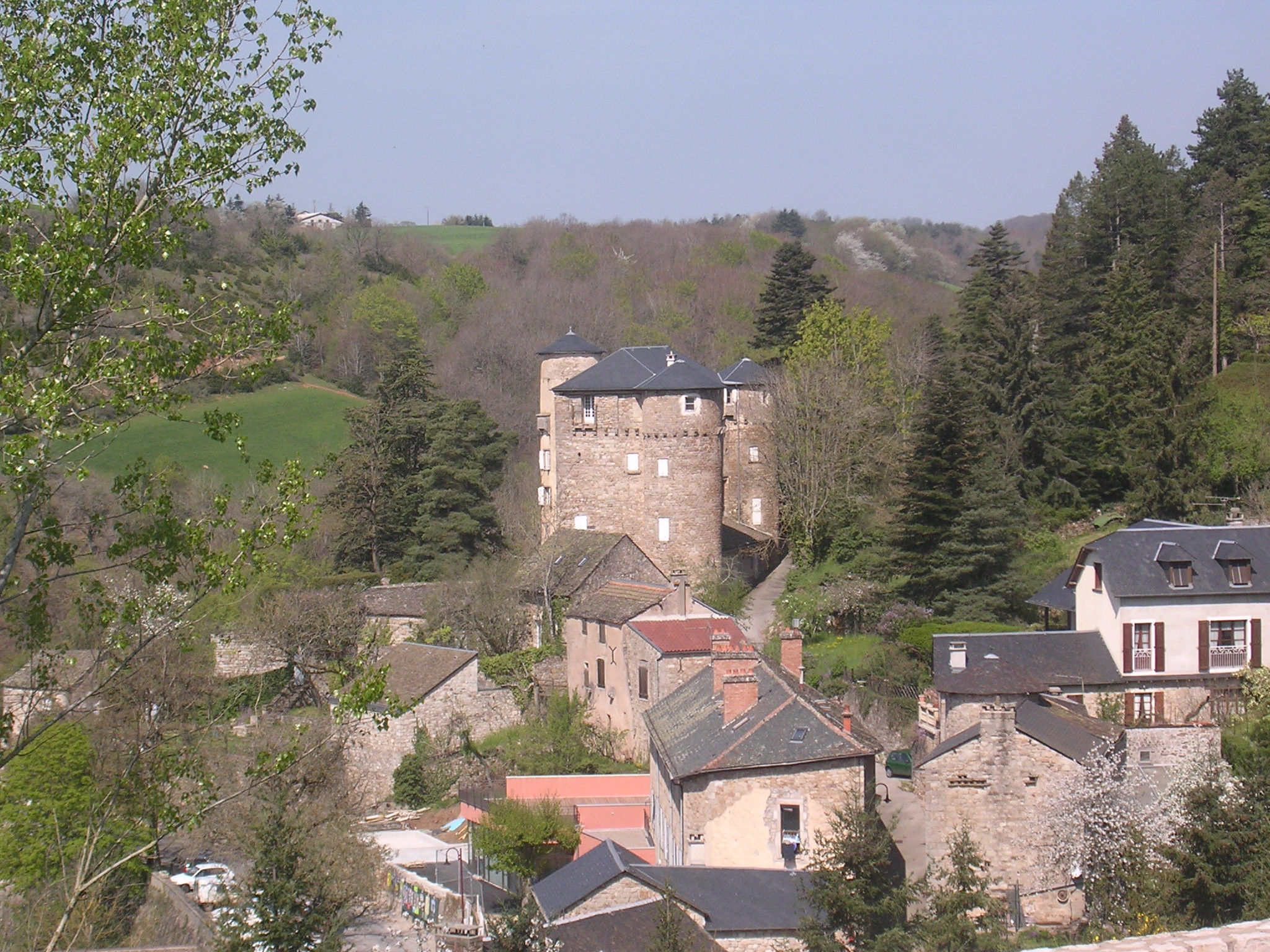
Zicht op Saint Léons

## Geografie
De oppervlakte van Saint-Léons bedraagt 32,0 km², de bevolkingsdichtheid is 10,5 inwoners per km².

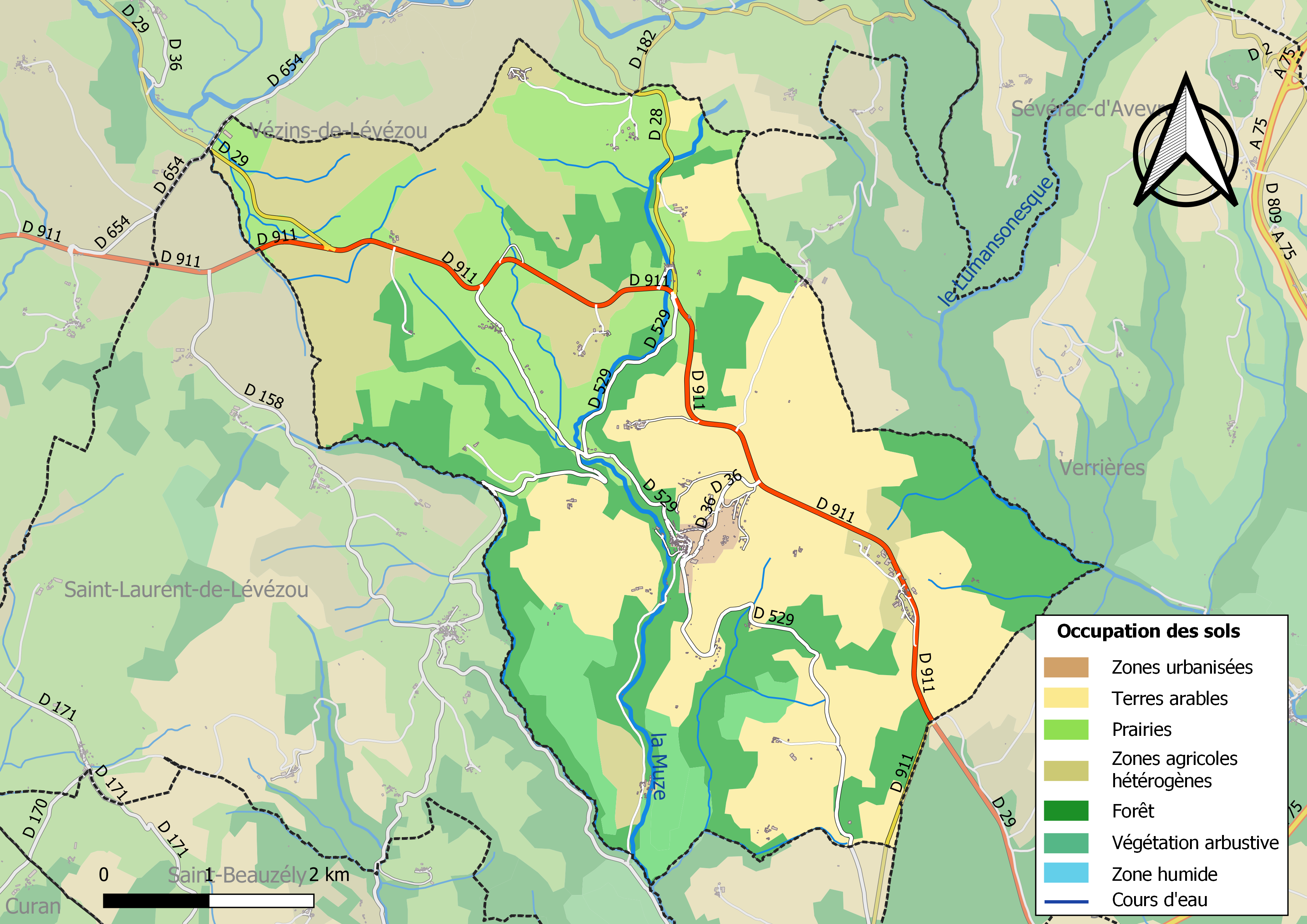
Kaart van de gemeente met de belangrijkste infrastructuur, bodemgebruik en omliggende gemeenten

## Demografie
Onderstaande figuur toont het verloop van het inwonertal (bron: INSEE-tellingen).

Vanwege een beveiligingsprobleem met de MediaWiki Graph-software is het momenteel niet mogelijk deze grafiek weer te geven. Zodra de software is bijgewerkt zal de grafiek vanzelf weer zichtbaar worden.